# PKO Bank Hipoteczny
PKO Bank Hipoteczny S.A. – bank hipoteczny założony w 2014 z siedzibą w Warszawie. Członek grupy kapitałowej PKO Banku Polskiego.

## Historia
Bank został założony w 2014 w Gdyni jako bank hipoteczny i jego jedynym właścicielem jest PKO Bank Polski. Od tego roku przeprowadza emisje listów zastawnych w celu finansowania portfela kredytów hipotecznych.
W 2020 zmienił siedzibę na Warszawę.
Pomiędzy bankiem a jego właścicielem regularnie odbywa się pooling, czyli przenoszenie kredytów hipotecznych udzielonych przez bank uniwersalny do banku hipotecznego w ramach procesów zarządzania płynnością. Ponadto, bank prowadzi nową sprzedaż kredytów hipotecznych.